# Oxhill (Warwickshire)
Pour les articles homonymes, voir Oxhill.
Oxhill est un village et une paroisse civile du Warwickshire, en Angleterre.